# Always (торговая марка)
Always — торговая марка средств женской гигиены, производства Procter & Gamble. Впервые была представлена на рынке США в 1983 году.
Бренд Always продается в Японии, Сингапуре, Индии, Китае, Южной Корее, Филиппинах, Таиланде , Гонконге, Тайване, Австралии и Индонезии под названием Whisper, в Италии — Lines, в Турции под названием Orkid, в Испании и Португалии — под названиями Evax и Ausonia.
Procter & Gamble является одним из американских и мировых лидеров в производстве и продаже средств женской гигиены. Маркетинг продукции осуществляется через сайт BeingGirl.
В 2002 году марка была спонсором музыкального реалити-шоу «Стань звездой» на телеканале «Россия» (ныне — «Россия-1»).

## Основные продукты
Гигиенические прокладки выпускаются в нескольких вариантах, отличающихся толщиной, длиной и наличием или отсутствием «крылышек».
- Always Normal
- Always Ultra Normal Plus
- Always Ultra Super Plus Sensitive
- Always Ultra Normal Sensitive Fresh
- Always Ultra Super Plus
- Always Ultra Night
- Always Ultra Standard
- Always Ultra Normal Fresh
- Always Platinum
- Always Classic
- Always Classic Sensitive

## Галерея

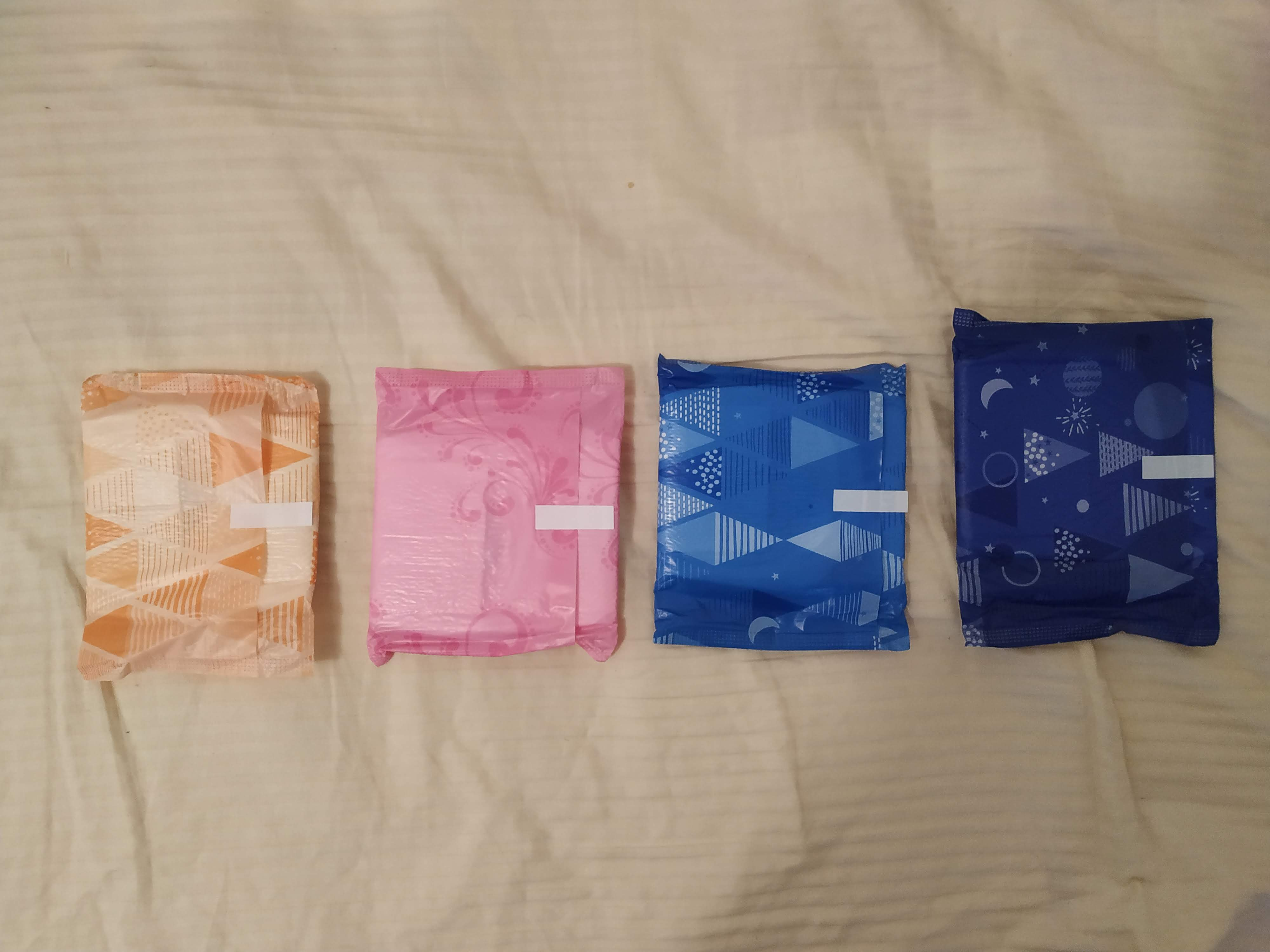
Always Maxi
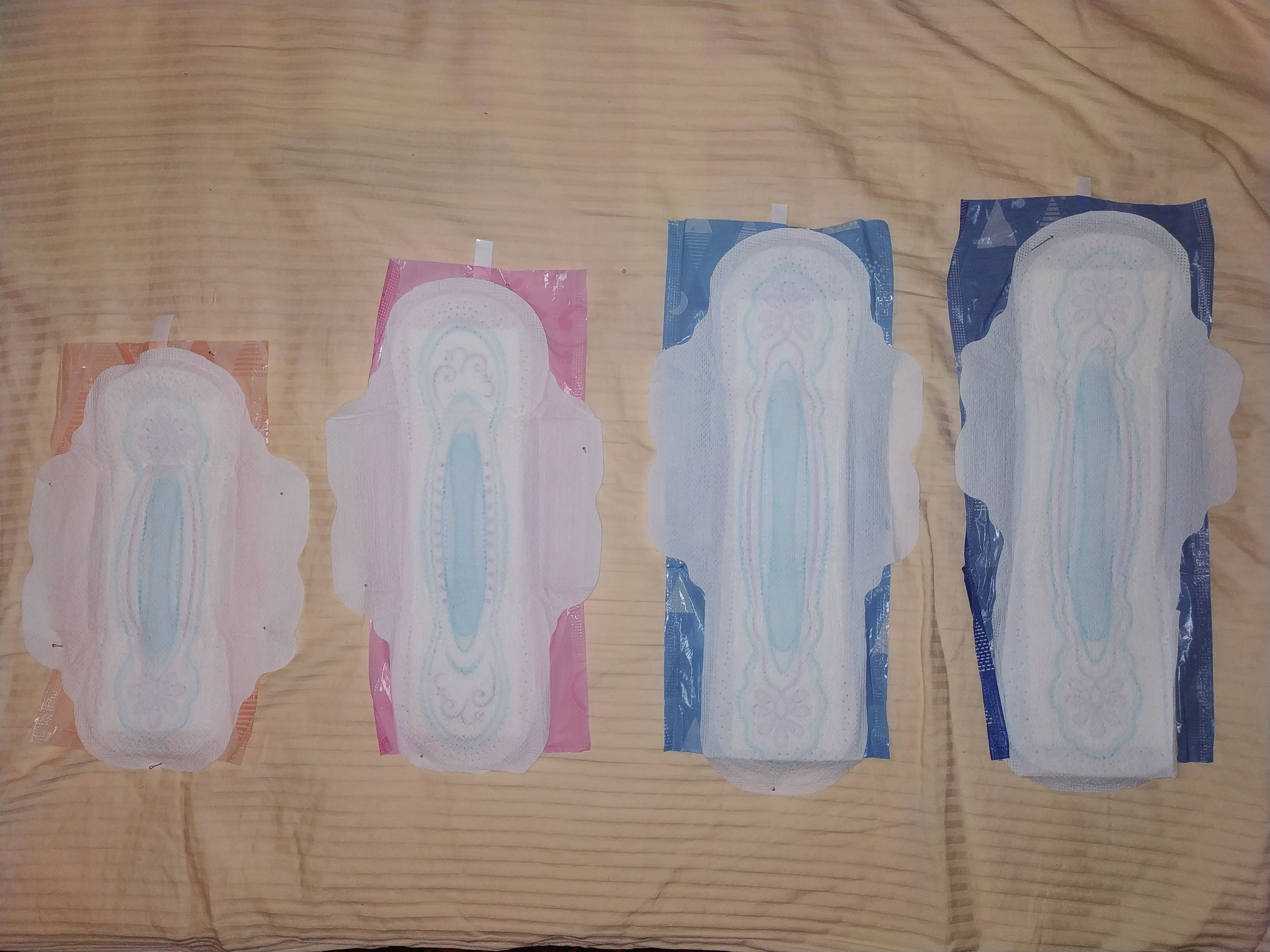
Always Maxi разных размеров
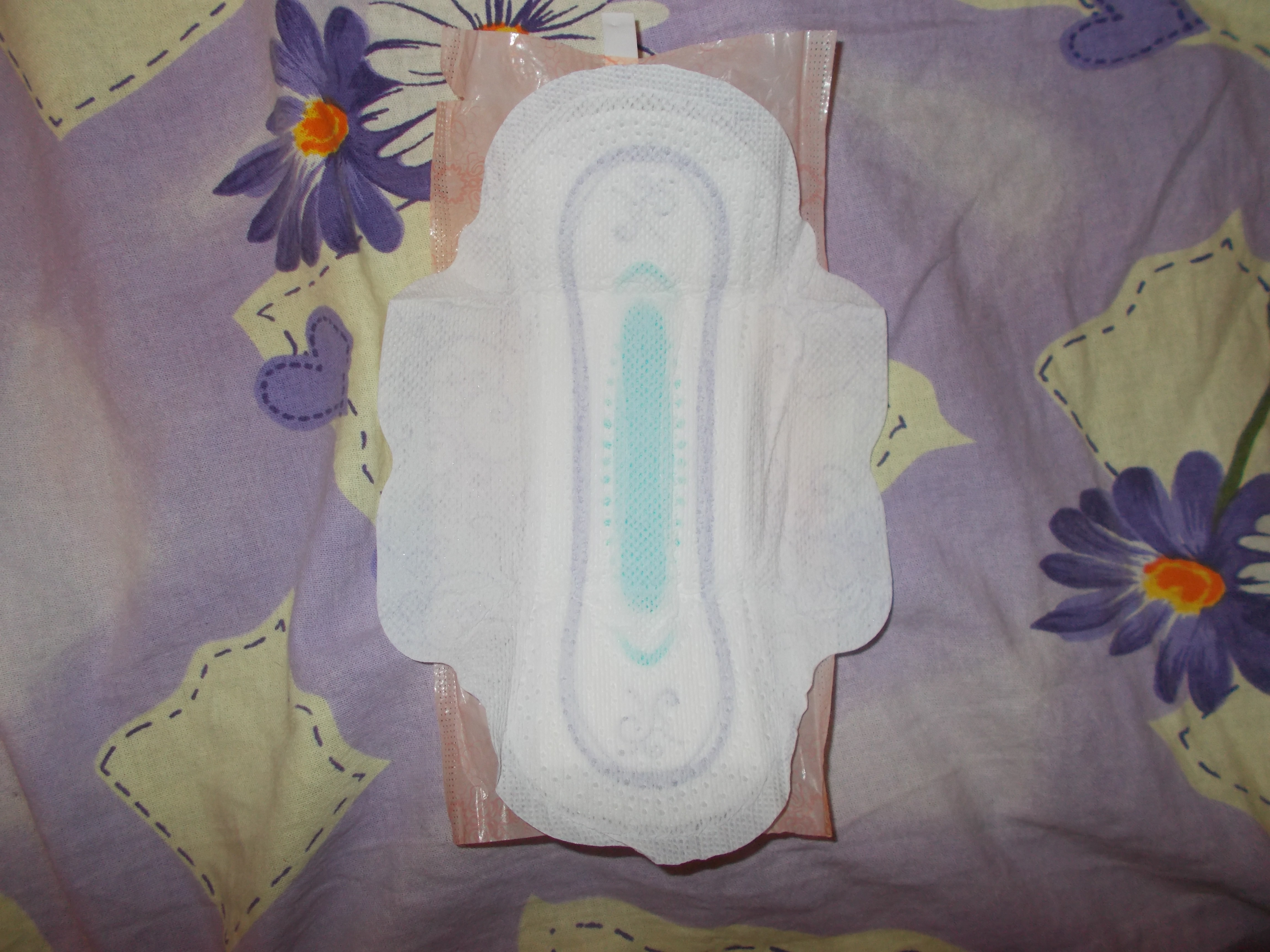
Always Platinum
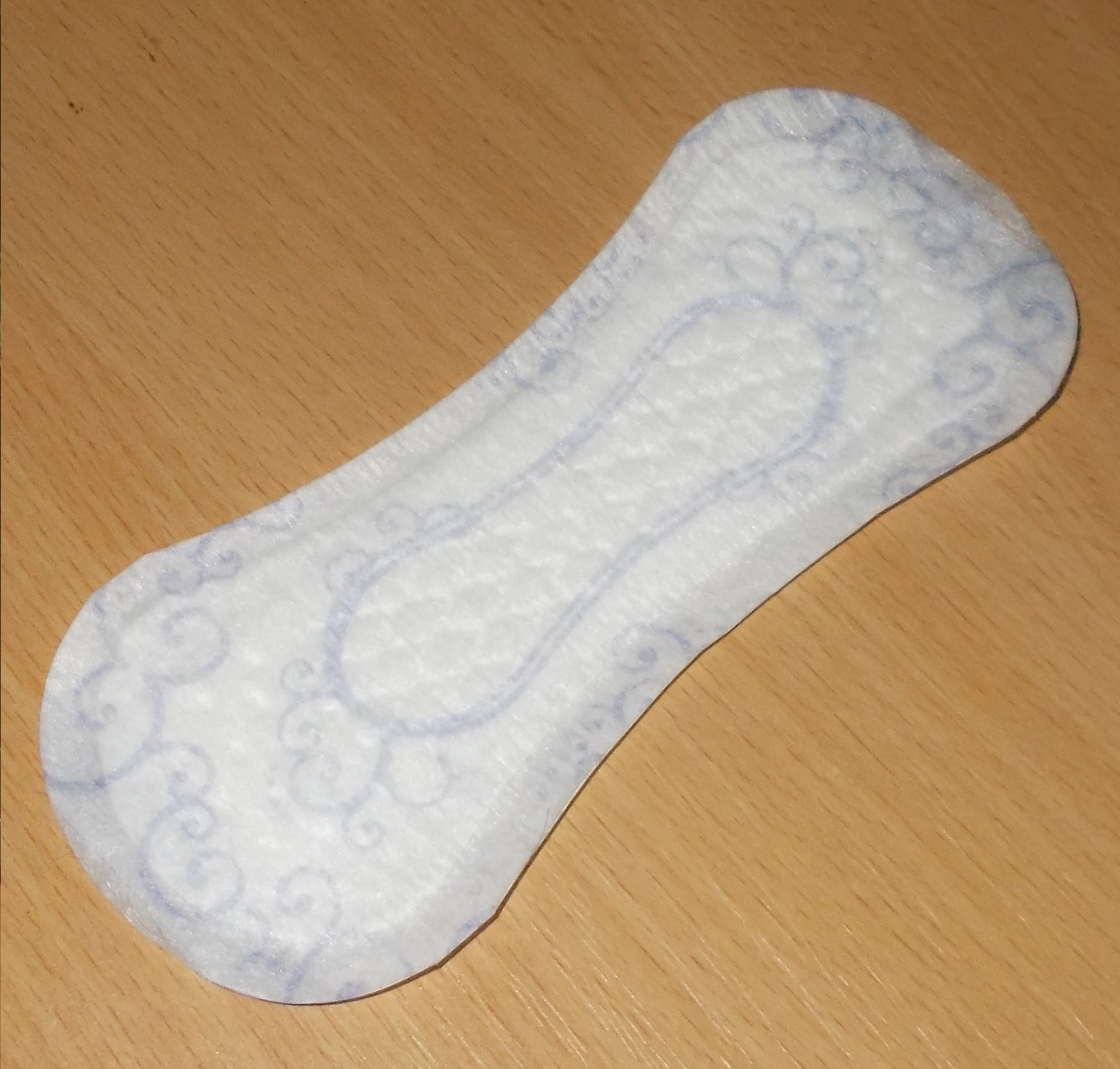
Always Platinum
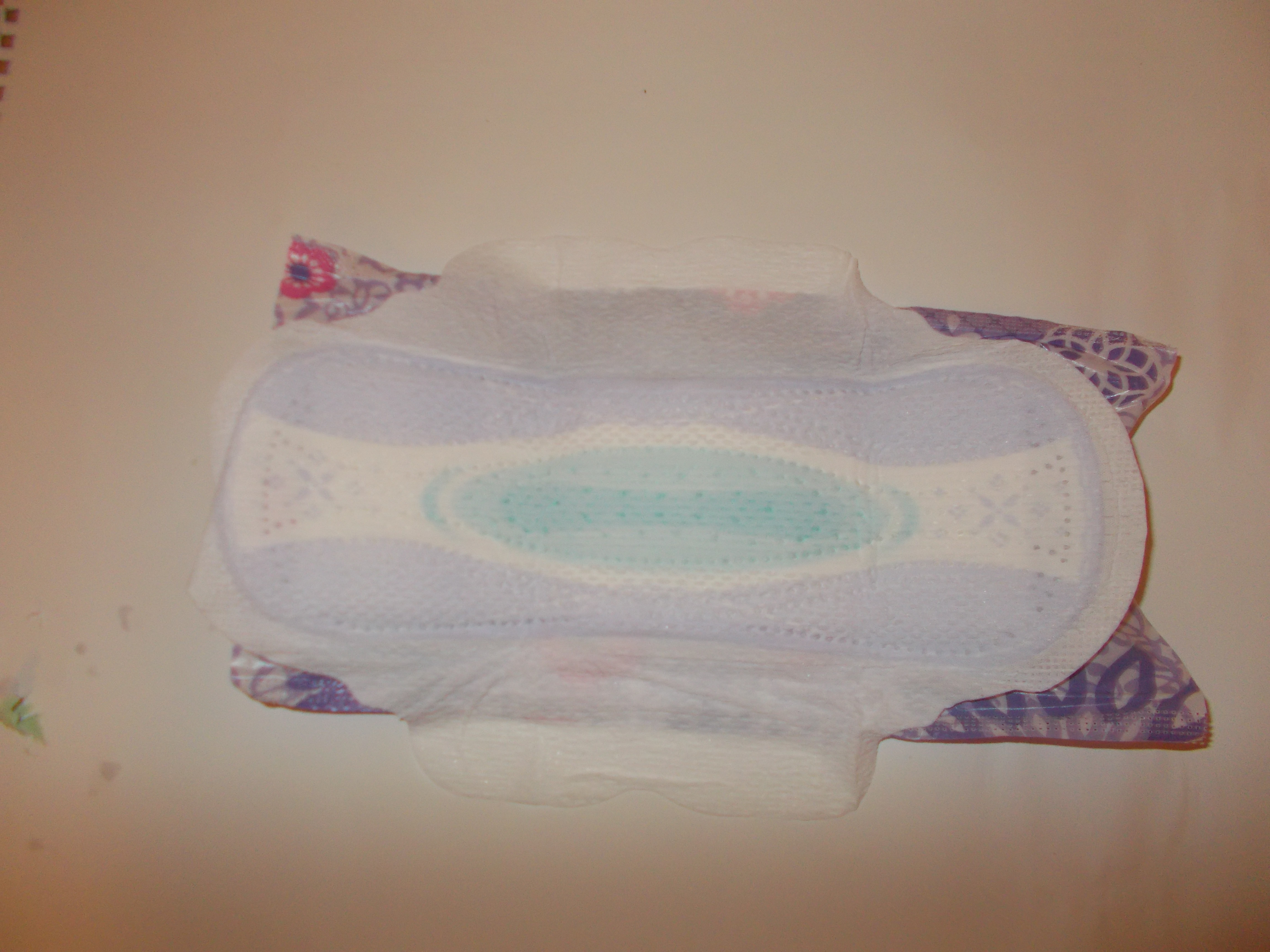
Always Platinum
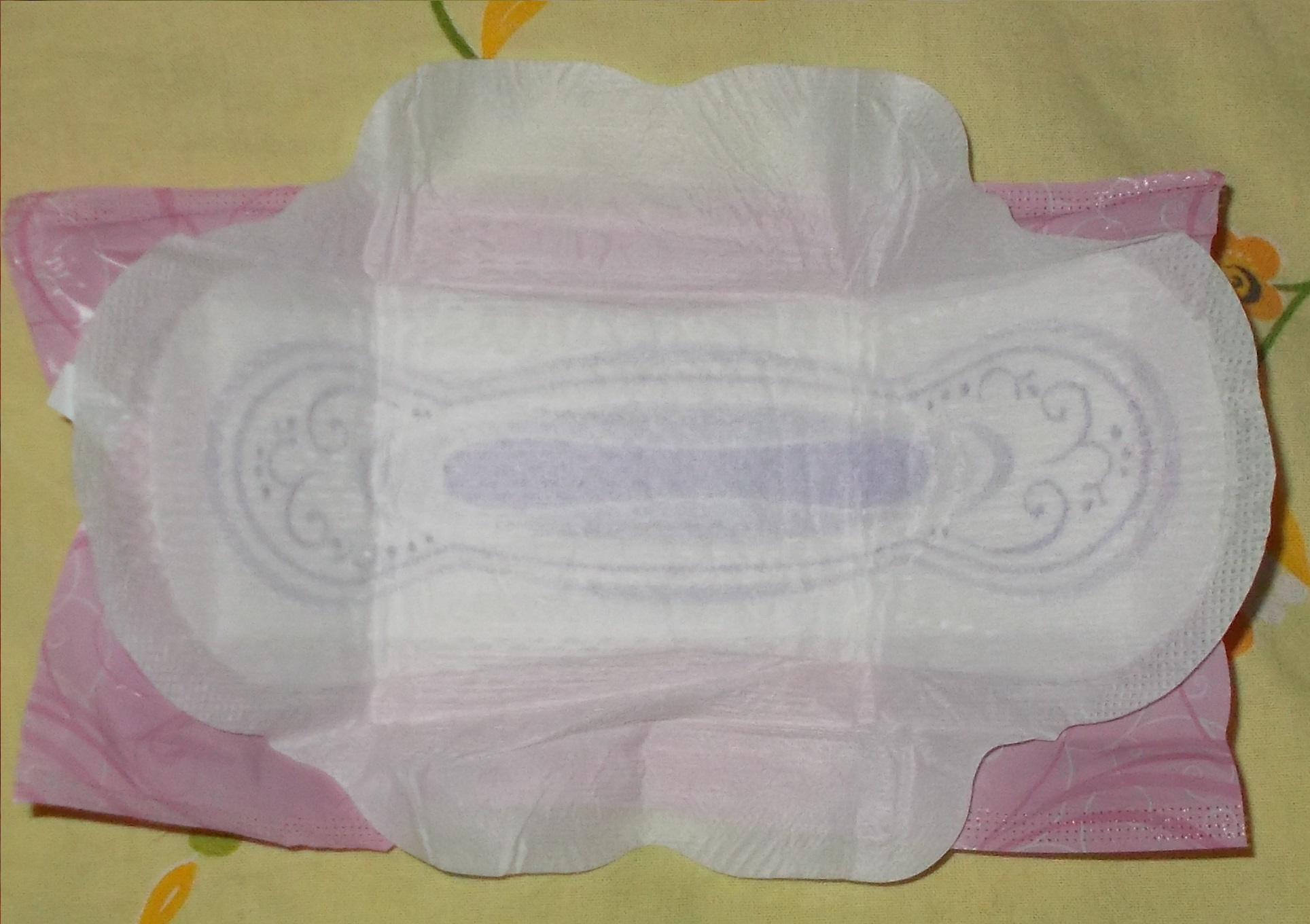
Always Sensitive
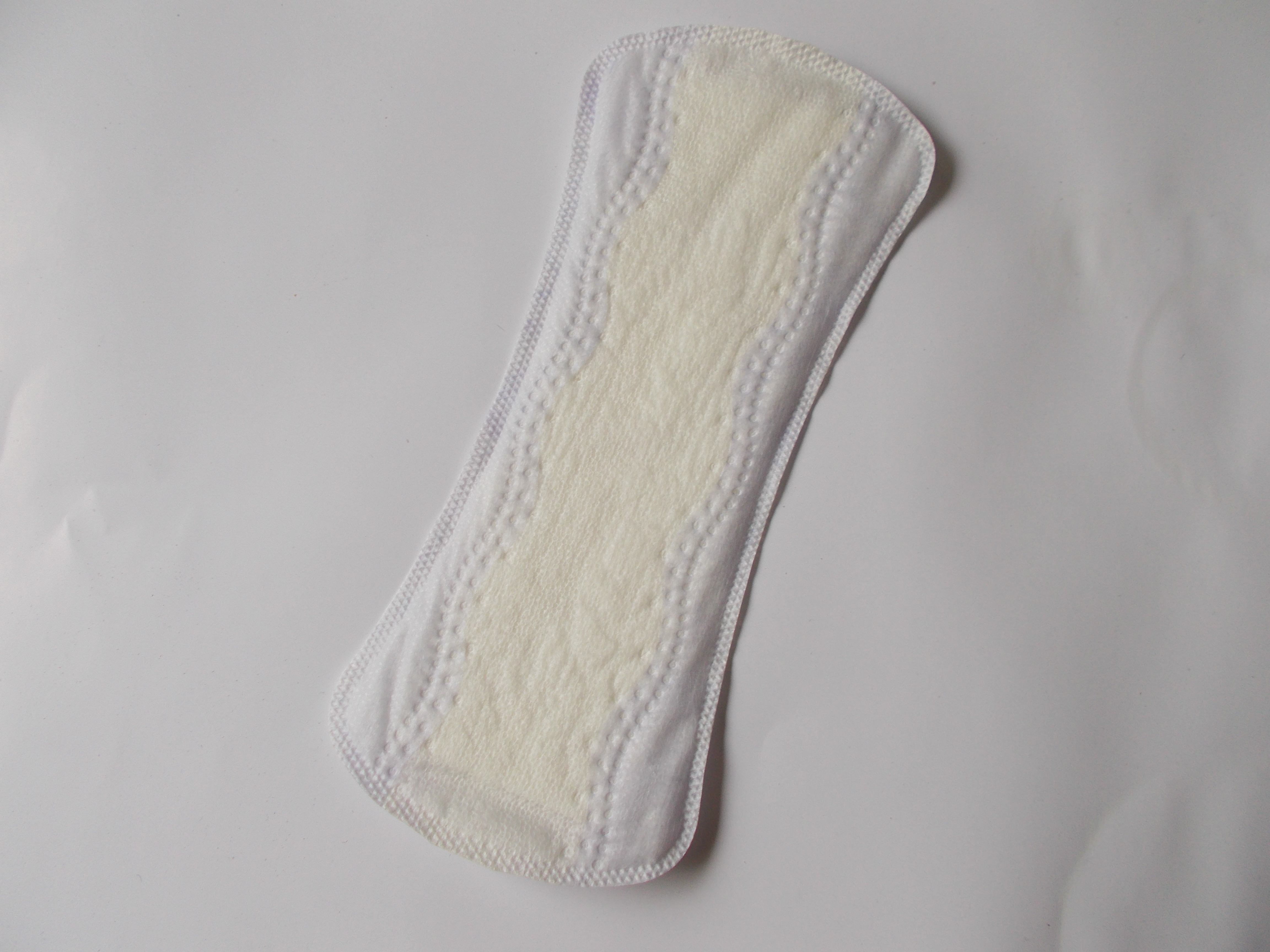
Дневные прокладки Always
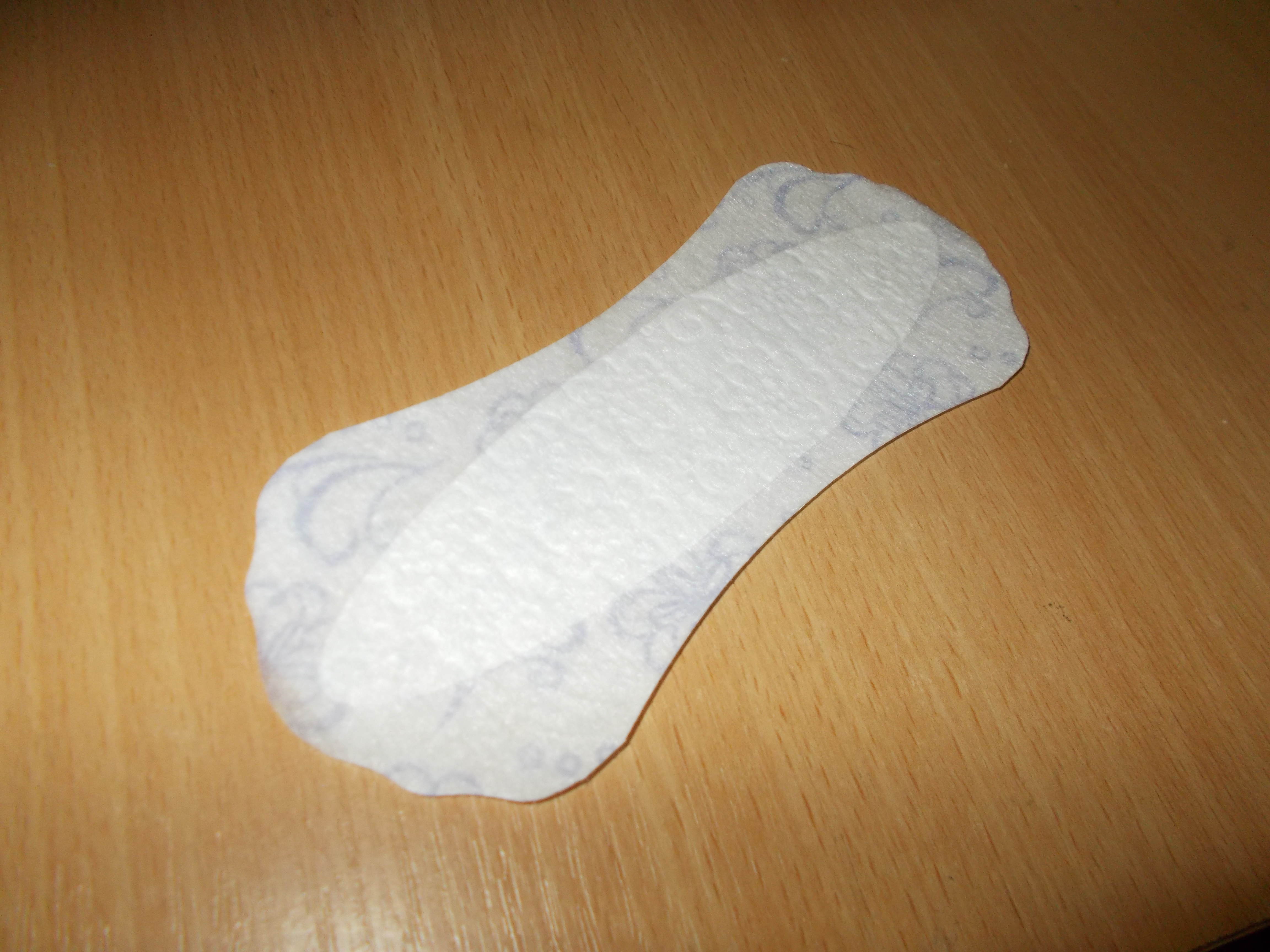
Ежедневка Always Discreet
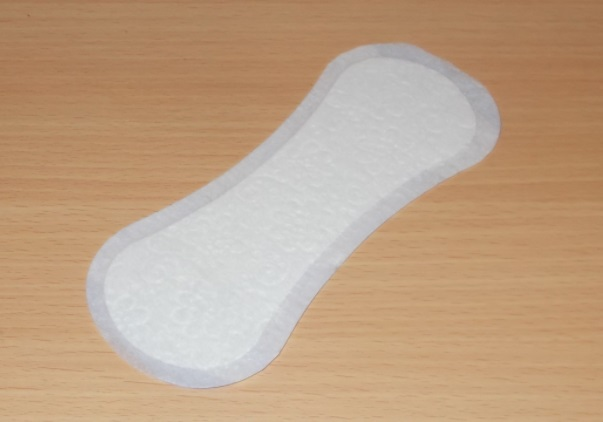
Always Discreet Normal